# ティーチ
ティーチ (Teach) は、日本のNHK教育テレビ「プチプチ・アニメ」で2011年から放送されている1話5分弱のコマ撮りアニメ作品である。
内容は、世界中を旅する猿の海賊団のお話。いろんな国の、いろんな音楽に合わせて、ゆかいなストーリーが展開される。「これはティーチと、なかまたちの旅のきろく。」
製作はクリエーターチームのLOSH。監督・造型は横田光隆（LOSH）。アートディレクション・色彩設計は加藤弥生（LOSH）。音楽・効果音担当は石田多朗。横田と加藤は声・歌での出演も。

## 登場人物
ティーチ
本名：エドワード・ティーチ。本編の主人公。ノドジロオマキザル。好奇心が強く、器用。
出身：ホンジュラス（中南米）
すきなもの：くだもの、はな、むし、クックストーブ
船のうえのしごと：みはり番（日中担当）
趣味：宝さがし。
ホーニー
本名：ベンジャミン・ホーニーゴールド。ティーチのともだちで、海賊団の副船長。ボルネオオランウータン。やさしくて、温厚。12月23日生まれ。
出身：ボルネオ島（東南アジア）
すきなもの：ドリアン、ランブータン、ハンモック
船のうえのしごと：副船長（操舵）
趣味：植物を育てること

## 各話リスト
| 話数 | サブタイトル           |
| ---- | ---------------------- |
| 1    | ホーニーのたんじょうび |
| 2    | ボアのひみつのしま     |
| 3    | しゅのほぞん           |
| 4    | はなさくしま           |
| 5    | ねこのリトルミャオ     |